# Inperspective
Inperspective es un EP lanzado en el año 2000 por la banda noruega Theatre of Tragedy. 
Sigue la misma tendencia que su antecesor álbum Musique del mismo año, en el que se utilizan ampliamente los sonidos electrónicos de sintetizadores.
Cuenta con remezclas electrónicas de algunos temas conocidos de Aégis (1998) y Velvet Darkness They Fear (1996).

## Lista de canciones
1. «Samantha» 04:11
2. «Virago» 05:19
3. «Lorelei» (Icon of Coil remix) 05:48
4. «The Masquerader and Phoenix» (Phoenix mix) 05:33
5. «On Whom the Moon Doth Shine» (Unhum mix) 05:17
6. «Der Tanz der Schatten» (Club mix) 5:16

- Datos: Q9008597